# Campeonato Pernambucano de Futebol de 2017 - Série A2
O Campeonato Pernambucano de Futebol - Série A2 de 2017, foi a 24ª edição da segunda divisão de futebol profissional entre clubes de futebol do estado de Pernambuco desde 1995. Apenas o campeão do torneio teve vaga garantida para o Campeonato Pernambucano de Futebol de 2018.
O campeão do torneio, foi o Pesqueira conquistando o título de forma inédita em cima do Decisão Sertânia, depois de dois jogos em 1 a 0, a equipe pesqueirense levou a melhor nas disputa de penalidades vencendo por 4 a 1 e assim conquistou o título e o acesso ao Campeonato Pernambucano de Futebol de 2018.

## Formato e Regulamento
Em, 2017 a competição teve um formato diferente aos anos anteriores, onde só o campeão será promovido. O motivo, segundo o diretor de competições da Federação, e a diminuição de datas para o futebol estadual, obrigando o Campeonato Pernambucano a tomar esse caminho. A ideia é diminuir o número de clubes participantes na Série A1 (divisão principal) entre Dez e Oito, já a partir do campeonato de 2018.
O presidente da Federação Pernambucana de Futebol, Evandro Carvalho, se reuniu na tarde do dia 21 de julho de 2017 (Sexta-feira) com os clubes participantes do certame. Ele propôs que a competição fosse regionalizada, dividida em grupos.
A Competição foi realizada em quatro (4) fases:
- 1ª Fase (Grupos) A competição foi disputada por 10 clubes, divididas em dois grupos: Grupo A e Grupo B, com 5 (cinco) clubes em cada grupo. Os times se enfrentam duas vezes - jogos de ida e volta, totalizando 8 rodadas, com os quatro melhores de cada grupo avançando para a segunda fase. A pior equipe de cada grupo será eliminada.
- 2ª Fase (Quartas de final) as 8 equipes formarão as Quartas de final, e jogarão entre si no sistema de ida e volta, se classificarão para próxima fase os vencedores dos confrontos.
- 3ª Fase (Semifinal) as 4 equipes formarão as semifinais, e jogarão entre si no sistema de ida e volta, se classificarão para a fase final os vencedores dos confrontos.
- 4ª Fase (Final) as 2 equipes formarão a final, e jogarão entre si no sistema de ida e volta, pela disputa do título.

### Critérios de desempate
Em caso de empate por pontos entre dois ou mais clubes, os critérios de desempate são aplicados na seguinte ordem:
1. Número de vitórias;
2. Saldo de gols;
3. Gols pró;
4. Confronto direto;
5. Menor número de cartões vermelhos;
6. Menor número de cartões amarelos;
7. Sorteio.

## Equipes Participantes
| Equipe                                    | Cidade                  | Em 2016  | Estádio (Mando)              | Capacidade | Títulos (Último) | Part. |
| ----------------------------------------- | ----------------------- | -------- | ---------------------------- | ---------- | ---------------- | ----- |
| Associação Desportiva Cabense             | Cabo de Santo Agostinho | 4º       | Gileno de Carli              | 2.000      | 0 (não possui)   | 13    |
| Centro Limoeirense de Futebol             | Limoeiro                | 8º       | José Vareda                  | 3.500      | 0 (não possui)   | 18    |
| Chã Grande Futebol Clube                  | Chã Grande              | ND       | Barbosão                     | 3.400      | 1 (em 2012)      | 2     |
| Sociedade Esportiva Decisão Futebol Clube | Bonito                  | ND       | Arthur Tavares               | 4.000      | 0 (não possui)   | 11    |
| Ferroviário Esporte Clube do Cabo         | Cabo de Santo Agostinho | 10º      | Gileno de Carli              | 2.000      | 0 (não possui)   | 14    |
| Íbis Sport Club                           | Paulista                | 7º       | Ademir Cunha                 | 12.000     | 0 (não possui)   | 21    |
| Pesqueira Futebol Clube                   | Pesqueira               | 12º (A1) | Joaquim de Brito             | 2.200      | 0 (não possui)   | 7     |
| Clube Atlético do Porto                   | Caruaru                 | 11º (A1) | Antônio Inácio               | 6.000      | 1 (em 2003)      | 2     |
| Sete de Setembro Esporte Clube            | Garanhuns               | ND       | Estádio Marco Antônio Maciel | 6.356      | 1 (em 1995)      | 14    |
| Vera Cruz Futebol Clube                   | Vitória de Santo Antão  | 5º       | Gonzagão                     | 2.500      | 3 (em 2014)      | 8     |

## Primeira Fase
|  | Equipes classificadas para as Quartas de final |
|  | Equipes eliminadas na fase de grupos           |

### Grupo A
| Pos | Equipes             | Pts | J | V | E | D | GP | GC | SG  | %  |
| --- | ------------------- | --- | - | - | - | - | -- | -- | --- | -- |
| 1   | Cabense             | 16  | 8 | 5 | 1 | 2 | 22 | 7  | +15 | 67 |
| 2   | Vera Cruz           | 15  | 8 | 4 | 3 | 1 | 18 | 7  | +11 | 62 |
| 3   | Íbis                | 15  | 8 | 4 | 3 | 1 | 6  | 5  | +2  | 62 |
| 4   | Centro Limoeirense  | 4   | 8 | 0 | 4 | 4 | 4  | 12 | –8  | 17 |
| 5   | Ferroviário do Cabo | 3   | 8 | 0 | 3 | 5 | 3  | 23 | –20 | 12 |

|                     | CAB | CLF | FCA | IBI | VCR |
| ------------------- | --- | --- | --- | --- | --- |
| Cabense             | —   | 2–0 | 3–0 | 1–2 | 1–2 |
| Centro Limoeirense  | 1–2 | —   | 1–1 | 0–1 | 1–5 |
| Ferroviário do Cabo | 0–9 | 1–1 | —   | 0–1 | 1–7 |
| Íbis                | 0–2 | 0–0 | 0–0 | —   | 1–0 |
| Vera Cruz           | 2–2 | 0–0 | 1–0 | 1–1 | —   |

| Vitória do mandante | Vitória do visitante | Empate |

### Grupo B
| Pos | Equipes          | Pts | J | V | E | D | GP | GC | SG | %  |
| --- | ---------------- | --- | - | - | - | - | -- | -- | -- | -- |
| 1   | Pesqueira        | 14  | 8 | 3 | 5 | 0 | 12 | 6  | +6 | 58 |
| 2   | Decisão Sertânia | 13  | 8 | 3 | 4 | 1 | 10 | 6  | +4 | 54 |
| 3   | Sete de Setembro | 11  | 8 | 3 | 2 | 3 | 11 | 11 | 0  | 46 |
| 4   | Porto-PE         | 11  | 8 | 3 | 2 | 3 | 9  | 10 | –1 | 46 |
| 5   | Chã Grande       | 3   | 8 | 0 | 3 | 5 | 4  | 13 | –9 | 12 |

|                  | CHA | DFC | PES | POR | SDS |
| ---------------- | --- | --- | --- | --- | --- |
| Chã Grande       | —   | 1–1 | 1–1 | 1–2 | 0–1 |
| Decisão Sertânia | 2–1 | —   | 1–1 | 1–1 | 3–0 |
| Pesqueira        | 0–0 | 0–0 | —   | 2–0 | 4–2 |
| Porto-PE         | 1–0 | 1–2 | 1–3 | —   | 1–1 |
| Sete de Setembro | 5–0 | 1–0 | 1–1 | 0–2 | —   |

| Vitória do mandante | Vitória do visitante | Empate |

Em vermelho os jogos da próxima rodada;
Em negrito os jogos "clássicos".

## Desempenho por Rodada
Clubes que lideraram o campeonato ao final de cada rodada:
|         | 1   | 2   | 3   | 4   | 5   | 6   | 7   | 8   | 9   | 10  |
| Grupo A | CAB | IBI | IBI | IBI | IBI | IBI | IBI | IBI | VEC | CAB |
| Grupo B | POR | DFC | DFC | PES | DFC | POR | SDS | PES | PES | PES |

Clubes que ficaram na última posição do campeonato ao final de cada rodada:
|         | 1   | 2   | 3   | 4   | 5   | 6   | 7   | 8   | 9   | 10  |
| Grupo A | VCR | FCA | CLF | CLF | FCA | FCA | FCA | FCA | FCA | FCA |
| Grupo B | SDS | SDS | SDS | CHA | CHA | CHA | CHA | CHA | CHA | CHA |

## Segunda Fase
Em itálico, os times que possuem o mando de campo no primeiro jogo do confronto e em negrito os times classificados.
|  | Quartas de final   | Quartas de final   | Quartas de final   | Quartas de final   |       |                  | Semifinais          | Semifinais          | Semifinais          | Semifinais          |  |           | Final               | Final               | Final               | Final               |  |  |
|  | 25 e 29 de outubro | 25 e 29 de outubro | 25 e 29 de outubro | 25 e 29 de outubro |       |                  | 01 à 05 de Novembro | 01 à 05 de Novembro | 01 à 05 de Novembro | 01 à 05 de Novembro |  |           | 08 e 12 de Novembro | 08 e 12 de Novembro | 08 e 12 de Novembro | 08 e 12 de Novembro |  |  |
|  |                    |                    |                    |                    |       |                  |                     |                     |                     |                     |  |           |                     |                     |                     |                     |  |  |
|  | Porto-PE           | 1                  | 1                  | 2 (3)              |       |                  |                     |                     |                     |                     |  |           |                     |                     |                     |                     |  |  |
|  | Cabense            | 0                  | 2                  | 2 (4)              |       |                  |                     |                     |                     |                     |  |           |                     |                     |                     |                     |  |  |
|  | Cabense            | 0                  | 2                  | 2 (4)              |       | Cabense          | 0                   | 1                   | 1                   |                     |  |           |                     |                     |                     |                     |  |  |
|  |                    |                    |                    |                    |       | Cabense          | 0                   | 1                   | 1                   |                     |  |           |                     |                     |                     |                     |  |  |
|  |                    | Pesqueira          | 2                  | 1                  | 3     |                  |                     |                     |                     |                     |  |           |                     |                     |                     |                     |  |  |
|  | Centro Limoeirense | Pesqueira          | 2                  | 1                  | 3     | 1                | 0                   | 1 (1)               |                     |                     |  |           |                     |                     |                     |                     |  |  |
|  | Centro Limoeirense |                    |                    |                    |       | 1                | 0                   | 1 (1)               |                     |                     |  |           |                     |                     |                     |                     |  |  |
|  | Pesqueira          | 0                  | 1                  | 1 (3)              |       |                  |                     |                     |                     |                     |  |           |                     |                     |                     |                     |  |  |
|  | Pesqueira          | 0                  | 1                  | 1 (3)              |       |                  |                     |                     |                     |                     |  | Pesqueira | 1                   | 0                   | 1 (4)               |                     |  |  |
|  |                    |                    |                    |                    |       |                  |                     |                     |                     |                     |  | Pesqueira | 1                   | 0                   | 1 (4)               |                     |  |  |
|  |                    | Decisão Sertânia   | 0                  | 1                  | 1 (1) |                  |                     |                     |                     |                     |  |           |                     |                     |                     |                     |  |  |
|  | Sete de Setembro   | Decisão Sertânia   | 0                  | 1                  | 1 (1) | 2                | 2                   | 4                   |                     |                     |  |           |                     |                     |                     |                     |  |  |
|  | Sete de Setembro   |                    |                    |                    |       | 2                | 2                   | 4                   |                     |                     |  |           |                     |                     |                     |                     |  |  |
|  | Vera Cruz          | 2                  | 0                  | 2                  |       |                  |                     |                     |                     |                     |  |           |                     |                     |                     |                     |  |  |
|  | Vera Cruz          | 2                  | 0                  | 2                  |       | Sete de Setembro | 1                   | 1                   | 2                   |                     |  |           |                     |                     |                     |                     |  |  |
|  |                    |                    |                    |                    |       | Sete de Setembro | 1                   | 1                   | 2                   |                     |  |           |                     |                     |                     |                     |  |  |
|  |                    | Decisão Sertânia   | 1                  | 4                  | 5     |                  |                     |                     |                     |                     |  |           |                     |                     |                     |                     |  |  |
|  | Íbis               | Decisão Sertânia   | 1                  | 4                  | 5     | 2                | 0                   | 2                   |                     |                     |  |           |                     |                     |                     |                     |  |  |
|  | Íbis               |                    |                    |                    |       | 2                | 0                   | 2                   |                     |                     |  |           |                     |                     |                     |                     |  |  |
|  | Decisão Sertânia   | 0                  | 3                  | 3                  |       |                  |                     |                     |                     |                     |  |           |                     |                     |                     |                     |  |  |

## Premiação
| Campeonato Pernambucano de Futebol de 2017 - Série A2 |
| Pesqueira                                             |
| ----------------------------------------------------- |
| Pesqueira Futebol Clube Campeão (1º título)           |

| Vice Campeão:    | Terceiro Colocado: | Quarto Colocado: | Artilheiro:               |
| ---------------- | ------------------ | ---------------- | ------------------------- |
| Decisão Sertânia | Cabense            | Sete de Setembro | Edson (Cabense) – 10 gols |

## Artilharia
Atualizado em 12 de Novembro de 2017
| Pos. | Jogador        | Equipe           | Gols |
| ---- | -------------- | ---------------- | ---- |
| 1°   | Edson          | Cabense          | 10   |
| 2°   | Josi           | Sete de Setembro | 8    |
| 2°   | Bambam         | Vera Cruz        | 8    |
| 3°   | Jaílson        | Decisão Sertânia | 5    |
| 4°   | Wander         | Pesqueira        | 4    |
| 4°   | Saulo Rafael   | Cabense          | 4    |
| 4°   | Wesley Barbosa | Cabense          | 4    |
| 4°   | Índio          | Pesqueira        | 4    |

## Dados adicionais
- Nesta edição, o Íbis é o Clube com maior número de participações na Série A2, totalizando 21 (Vinte e Uma) edições disputadas.
- Devido a problemas de laudos incompletos no estádio Paulo Coelho, as equipes da cidade de Petrolina, o Petrolina Social Futebol Clube e o 1º de Maio Esporte Clube ficaram inaptas e não participaram mais uma vez do certame. Com isso, o técnico Campeão Brasileiro de 2009, pelo Flamengo, o Andrade,[5][6][7] considerado o melhor técnico do Brasileirão 2009 pela CBF e com sua passagem em 2015 pelo Jacobina, teve seu contrato rescindido e não pode comandar o Petrolina na Segunda Divisão Pernambucana de futebol. Sua estreia era aguardada pela imprensa e pela torcida da Fera Sertaneja.
- Com a exclusão do Petrolina e do 1º de Maio, o campeonato foi disputado por apenas dez equipes divididos em dois grupos de cinco.
- Esta temporada foi a melhor de toda a história do Íbis Sport Club, considerado o "Pior Time do Mundo." A equipe da cidade de Paulista, teve um impressionante aproveitamento de 60% (sessenta por cento) de aproveitamento com: 5 vitorias, 3 empates, 2 derrotas e somando 18 pontos no geral.